# Liste der Biografien/Ip
Liste der Biografien |
Portal Biografien |
Personensuche
# |
A |
B |
C |
D |
E |
F |
G |
H |
I |
J |
K |
L |
M |
N |
O |
P |
Q |
R |
S |
T |
U |
V |
W |
X |
Y |
Z |
?
 
Ia |
Ib |
Ic |
Id |
Ie |
If |
Ig |
Ih |
Ii |
Ij |
Ik |
Il |
Im |
In |
Io |
Ip |
Iq |
Ir |
Is |
It |
Iu |
Iv |
Iw |
Ix |
Iy |
Iz
Die Liste der Biografien führt alle Personen auf, die in der deutschsprachigen Wikipedia einen Artikel haben. Dieses ist eine Teilliste mit 101 Einträgen von Personen, deren Namen mit den Buchstaben „Ip“ beginnt.

## Ip
- Ip, Hofbeamter
- Ip, Katherine (* 1995), chinesische Tennisspielerin (Hongkong)
- Ip, Nancy (* 1955), hongkong-chinesische Neurowissenschaftlerin
- Ip, Regina (* 1950), chinesische Politikerin

### Ipa
- Ipaktschi, Junes (* 1940), iranisch-deutscher Chemiker
- Ipalé, Aharon (1941–2016), israelischer SchauspielerAharon Ipalé (1941–2016)

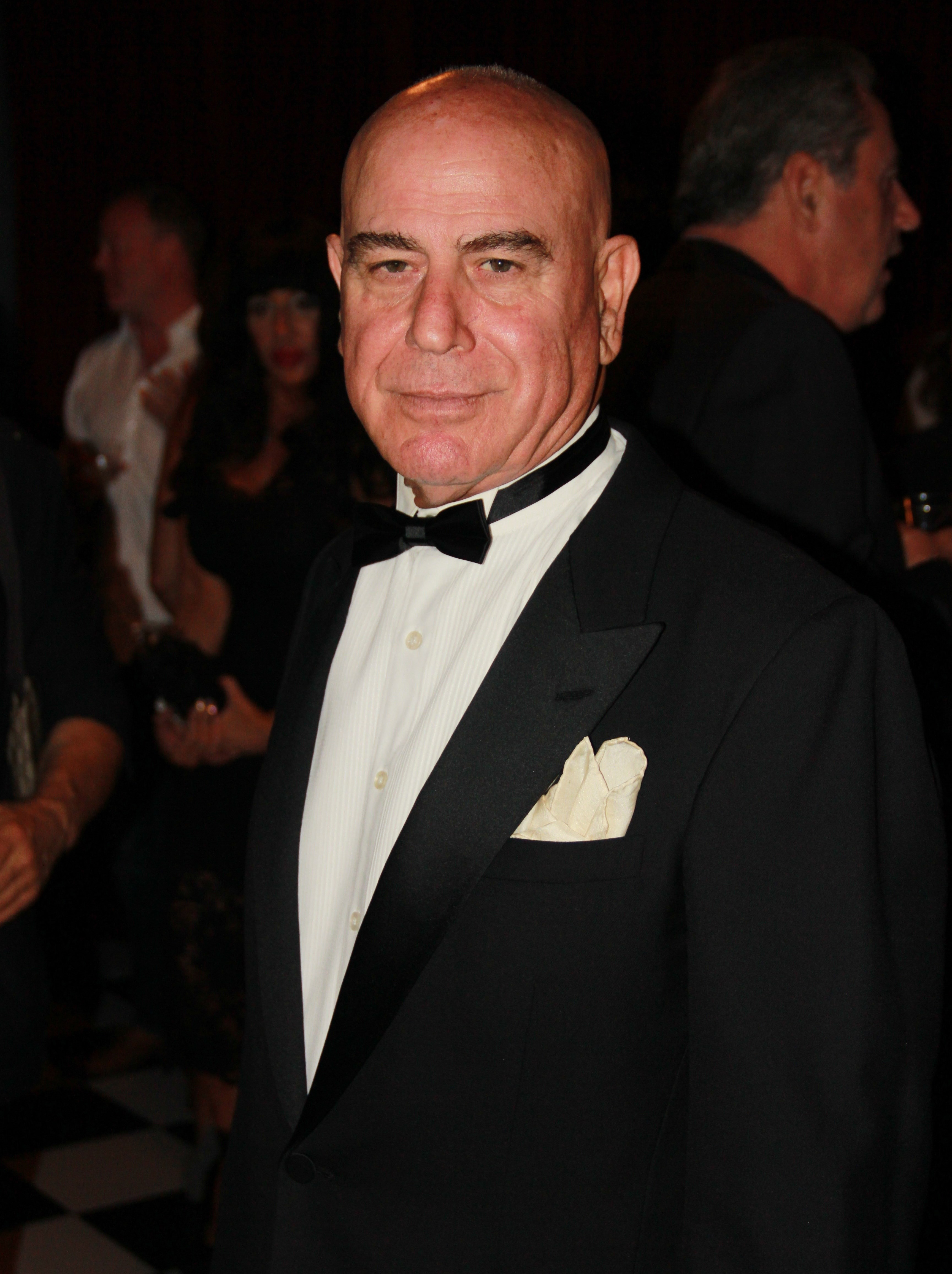
Aharon Ipalé (1941–2016)

- Iparraguirre, Sylvia (* 1949), argentinische Sprach- und Literaturwissenschaftlerin und Schriftstellerin
- Ipătescu, Ana (1805–1875), rumänische Revolutionärin
- Ipatjew, Wladimir Nikolajewitsch (1867–1952), russischer Chemiker
- Ipato, Diodato, Magister militum, Doge von Venedig (742–755)
- Ipato, Orso († 737), Doge von Venedig (726–737)
- Ipatov, Alexander (* 1993), ukrainischer Schachgroßmeister
- Ipatow, Dmitri Gennadjewitsch (* 1984), russischer Skispringer
- Ipatow, Sergei Iwanowitsch (* 1952), russischer Astronom
- Ipavec, Alojz (1815–1849), slowenischer Komponist
- Ipavec, Avgust (1940–2023), slowenisch-österreichischer Komponist
- Ipavec, Benjamin (1829–1908), slowenischer Komponist und Mediziner
- Ipavec, Gustav (1831–1908), slowenischer Komponist
- Ipavec, Josip (1873–1921), jugoslawischer Komponist

### Ipc
- İpcioğlu, Fatih Arda (* 1997), türkischer Skispringer

### Ipe
- Ipeelee, Osuitok (1923–2005), kanadischer Inuit-Künstler
- İpek, Ozan (* 1986), türkischer Fußballspieler
- İpekçi, Abdi (1929–1979), türkischer JournalistAbdi İpekçi (1929–1979)

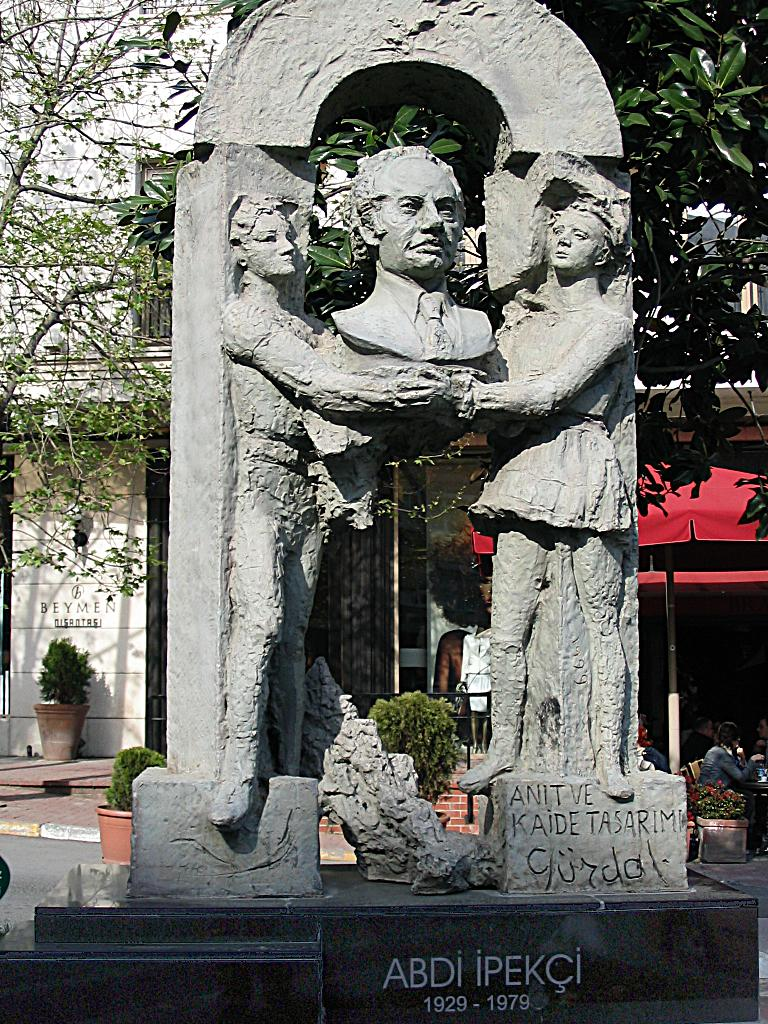
Abdi İpekçi (1929–1979)

- İpekçi, Cemil (* 1948), türkischer Modedesigner
- İpekçioğlu, İpek (* 1972), deutsche Sozialpädagogin, DJ und Autorin
- İpekkaya, Ani (* 1939), türkische Theater-, Film- und Fernsehschauspielerin sowie Synchronsprecherin armenischer Abstammung
- İpekkaya, Çetin (1937–2016), deutsch-türkischer Theaterregisseur, Autor und Schauspieler
- Ipekkaya, Kurt (* 1995), deutscher Kinderdarsteller
- İpekoğlu, Engin (* 1961), türkischer Fußballtorwart und -trainer
- Iperen, Anneke van (1908–1982), niederländische Malerin
- Iperen, Roxane van (* 1976), niederländische Juristin und Autorin

### Ipg
- Ipgrave, Michael (* 1958), britischer anglikanischer Theologe

### Iph
- Iphikrates (* 415 v. Chr.), athenischer Feldherr
- Iphofen, Kunz von (1460–1523), Montanunternehmer und Amtmann
- Iphofen, Wolf von, Montanunternehmer

### Ipi
- Ipi, altägyptischer Wesir
- Ipi, altägyptischer Beamter
- Ipiirvik, eskimoischer Jäger und Dolmetscher
- Ipiña, Juan Antonio (1912–1974), spanischer Fußballspieler und -trainer
- Ipiq-Adad I., Gouverneur von Ešnunna
- Ipiq-Adad II., König von Ešnunna

### Ipk
- Ipka, Beamter unter König Hor Den

### Ipl
- Iplicjian, Anaid (* 1935), deutsche Schauspielerin armenischer Herkunft
- İplikçioğlu, Bülent (* 1952), türkischer Althistoriker und Epigraphiker

### Ipo
- Ipold, Rudolf (1873–1936), österreichischer Miniaturmaler
- Ipolt, Wolfgang (* 1954), deutscher römisch-katholischer Theologe, Regens, Bischof von GörlitzWolfgang Ipolt (* 1954)

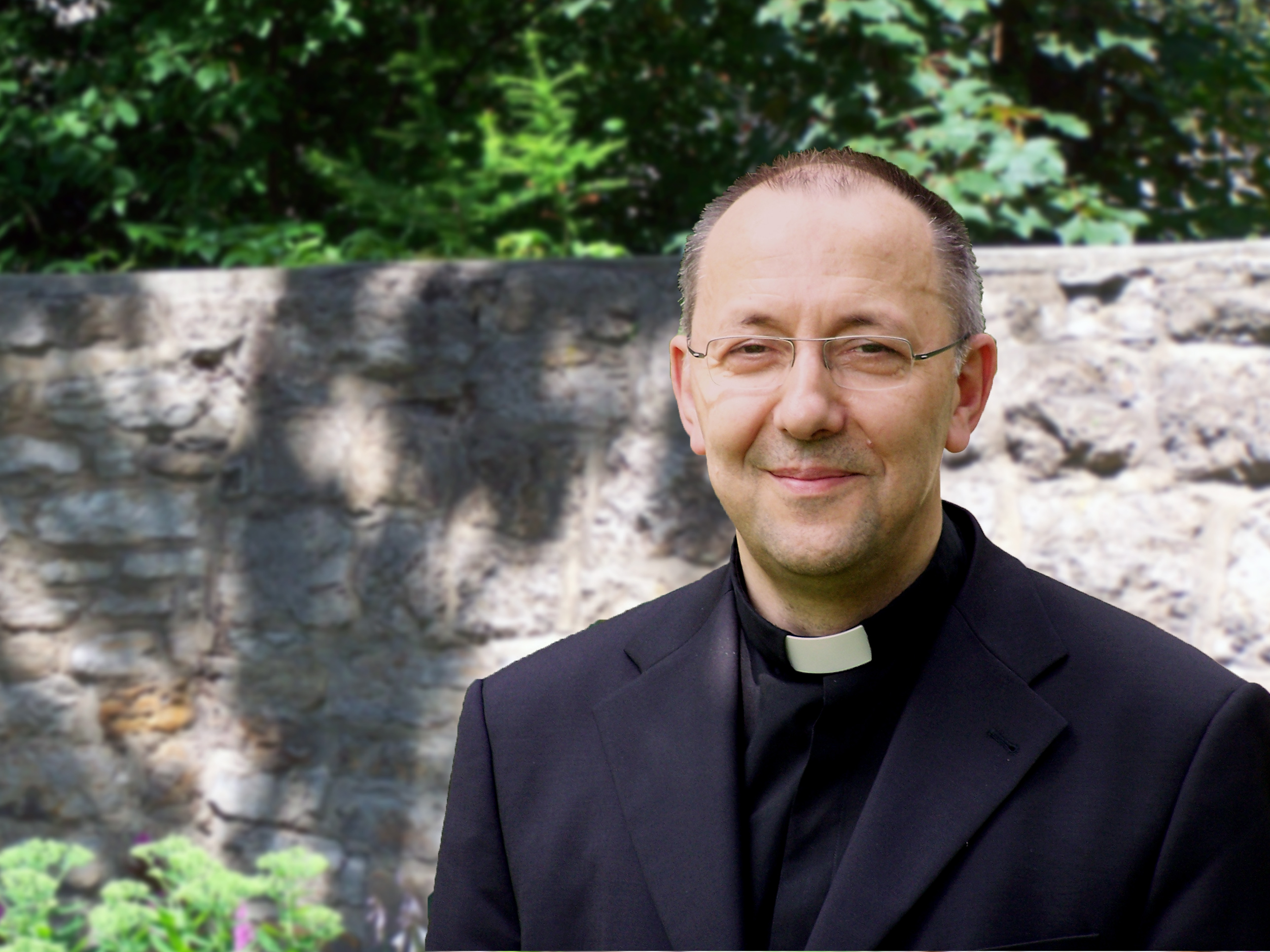
Wolfgang Ipolt (* 1954)

- Ipolyi, Arnold (1823–1886), ungarischer Geistlicher, Historiker und Kunsthistoriker
- Ipoua, Samuel (* 1973), kamerunischer Fußballspieler
- Ipoustéguy, Jean (1920–2006), französischer Künstler, Bildhauer

### Ipp
- Ippach, Anja (* 1985), deutsche Triathletin
- Ippel, Albert (1885–1960), deutscher Lehrer und Klassischer Archäologe
- Ippen (1239–1289), japanischer Priester
- Ippen, Arthur T. (1907–1974), deutsch-US-amerikanischer Ingenieurwissenschaftler für Hydrodynamik
- Ippen, Dirk (* 1940), deutscher ZeitungsverlegerDirk Ippen (* 1940)

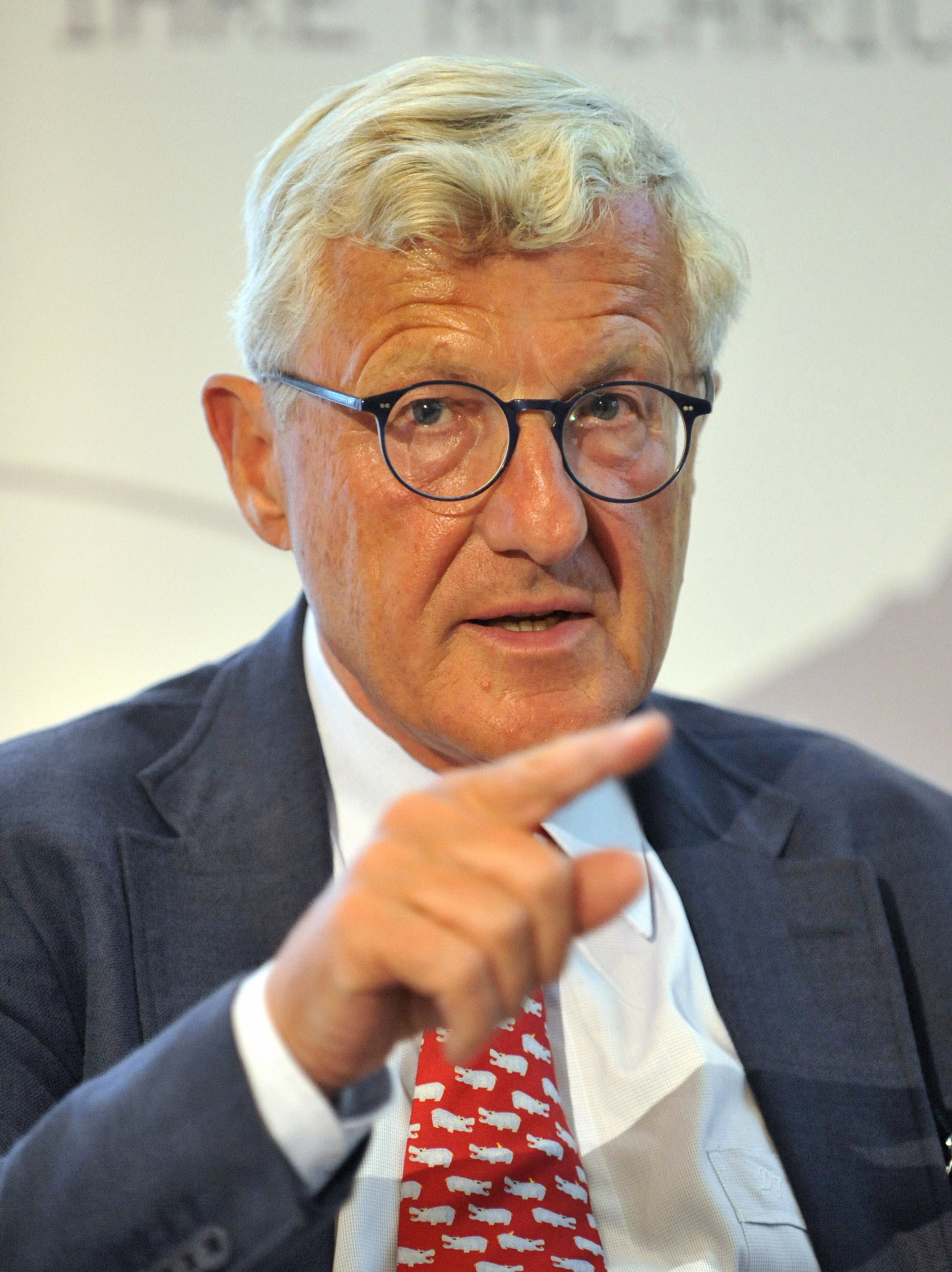
Dirk Ippen (* 1940)

- Ippen, Erich P. (* 1940), US-amerikanischer Physiker
- Ippen, Hellmut (1925–1998), deutscher Dermatologe
- Ippen, Hermann Otto (1873–1956), deutscher Reeder
- Ippen, Rolf (1899–1968), deutscher Zeitungsverleger
- Ippensen, Antje (* 1965), deutsche Schriftstellerin
- Ippensen, Franziska (* 1995), deutsche Fußballtorhüterin
- Ippers, Josef (1932–1989), deutscher (Arbeiter-)Schriftsteller (seine Selbstbeschreibung, Familienvater Geschichtenerzähler, Autodidakt)
- Ippig, Volker (* 1963), deutscher Fußballtorhüter und -trainer
- Ippisch, Franz (1883–1958), österreichischer Cellist und Komponist
- Ippisch, Hans (* 1970), deutscher Computerspielentwickler und -Journalist
- Ippisch, Rudolf (1878–1953), österreichischer Unternehmer und Förderer des Tourismus
- Ippitsusai, Bunchō, japanischer Maler
- Ippolita Trivulzio (1600–1638), Fürstin von Monaco
- Ippoliti, Silvano (1923–1994), italienischer Kameramann
- Ippolito I. d’Este (1479–1520), Erzbischof und Kardinal
- Ippolito, Ciro (* 1947), italienischer Filmregisseur, Filmproduzent und Schauspieler
- Ippólito, Dalila (* 2002), argentinische Fußballspielerin
- Ippolito, Enrico (* 1982), deutsch-italienischer Autor und Kulturjournalist
- Ippolito, Hildegard (1921–2007), deutsche Flüchtlingshelferin und Sozialpolitikerin
- Ippolitow-Iwanow, Michail Michailowitsch (1859–1935), russischer Komponist und Dirigent

### Ips
- Ipša, Kristijan (* 1986), kroatischer Fußballspieler
- Ipsberg, Aleksander (1909–1943), estnischer Bildhauer
- Ipsberg, Karl (1870–1943), estnischer Bauingenieur und Politiker, Mitglied des Riigikogu
- Ipschemuabi, König von Byblos
- Ipsen, Bodil (1889–1964), dänische Schauspielerin und Filmregisseurin
- Ipsen, Carl (1866–1927), österreichischer Mediziner
- Ipsen, Detlev (1945–2011), österreichisch-deutscher Soziologe
- Ipsen, Gunther (1899–1984), österreichischer Soziologe und Bevölkerungswissenschaftler
- Ipsen, Hans Peter (1907–1998), deutscher Rechtswissenschaftler
- Ipsen, Henrik (* 1961), dänischer Kameramann
- Ipsen, Henrik (* 1966), dänischer Schauspieler
- Ipsen, Henrik (* 1973), dänischer Fußballspieler
- Ipsen, Ilse (* 1950), deutsch-amerikanische Mathematikerin und Hochschullehrerin
- Ipsen, Jörn (* 1944), deutscher Rechtswissenschaftler
- Ipsen, Kasper (* 1984), dänischer Badmintonspieler
- Ipsen, Knut (1935–2022), deutscher Jurist, Präsident des Deutschen Roten Kreuzes
- Ipsen, Kristian (* 1992), US-amerikanischer Wasserspringer
- İpşiroğlu, Mazhar Şevket (1908–1985), türkischer Kunsthistoriker
- İpşiroğlu, Zehra (* 1948), türkische Literaturwissenschaftlerin, Schriftstellerin und Übersetzerin
- Ipson, Jay M. (* 1935), litauisch-amerikanischer Holocaust-Überlebender und Gründer des Virginia Holocaust Museums

### Ipt
- Ipta, Werner (1942–2019), deutscher Fußballspieler
- Iptar-Sin, 51. assyrischer König

### Ipu
- Ipuia, Oberster der Goldschmiede
- Ipuki, altägyptischer Bildhauer
- Ipupa, Fally (* 1977), kongolesischer Sänger, Tänzer und MusikproduzentFally Ipupa (* 1977)

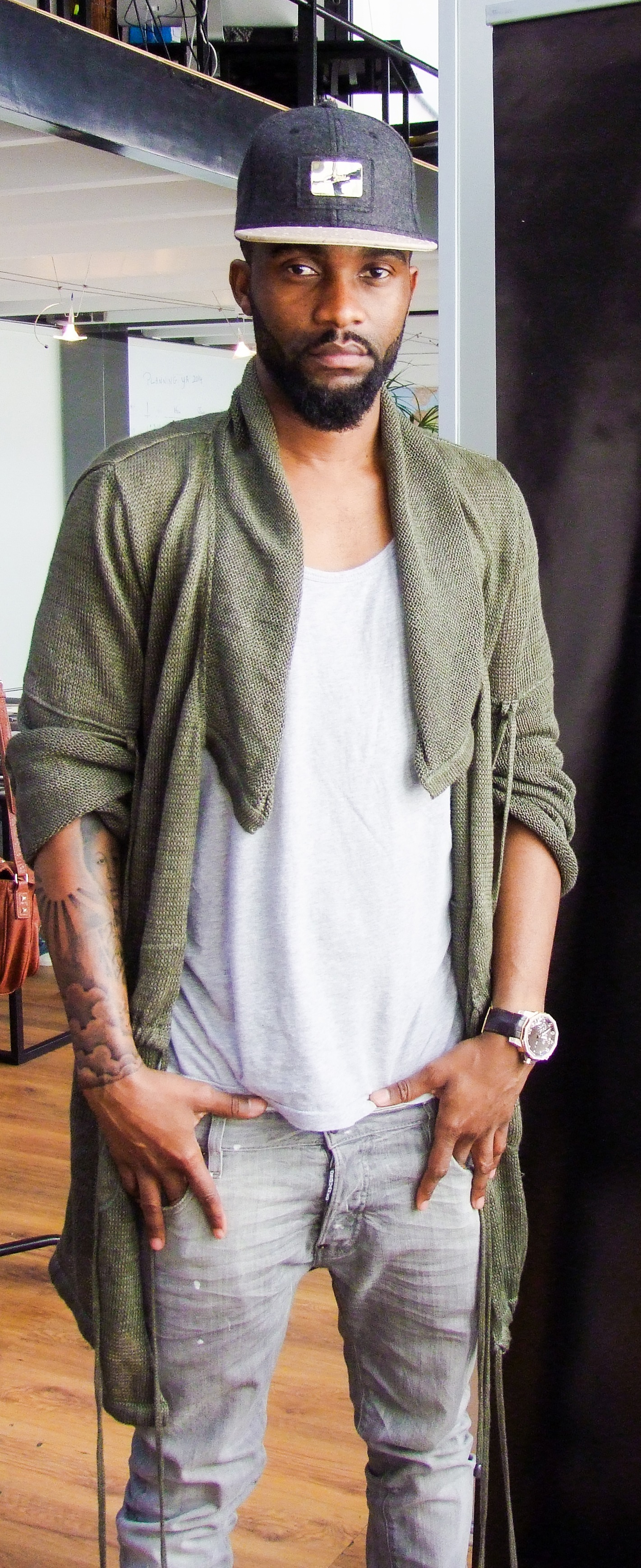
Fally Ipupa (* 1977)

- Iput I., Königin der altägyptischen 6. Dynastie
- Iput II., Königin der altägyptischen 6. Dynastie